# 하지원
하지원(본명: 전해림, 1978년 6월 28일 ~ )은 대한민국의 배우이다.

## 활동

### 1996-2002: 초기 경력 및 라이징 스타로 주목
하지원은 단막극 《신세대 보고서 어른들은 몰라요》(1996)를 통해 데뷔하였고 《사랑보다 더 큰 사랑》(1997), 《일요베스트 - 위험한 자장가》(1999)로 작은 역할을 연기하며 1999년 5월부터 방영한 KBS의 시즌제 교육 드라마 《학교 2》에서 반항아 장세진 역을 맡아 얼굴을 알리기 시작했다. 2000년에는 세 편의 영화 《진실게임》, 《동감》, 《가위》가 개봉되었다. 이 작품에서의 그녀의 연기가 평단의 호평을 받아 《동감》으로 제21회 청룡영화상, 제1회 부산영화평론가협회상 여우조연상과 《진실게임》으로 제37회 대종상, 제24회 황금촬영상 신인여우상을 수상하며 연기력을 인정 받았고, 같은 해 9월부터 방영된 드라마 《비밀》에서는 이희정(김하늘 분)의 운명을 가로채려는 동생 이지은 역을 연기해 MBC 연기대상 여자신인상과 제37회 백상예술대상 TV부문 여자신인연기상을 수상하며 주목을 받기 시작했다. 특히 호러 영화 《가위》(2000)과 《폰》(2002)의 연이은 흥행 성공으로 호러퀸이라는 별칭을 얻었다. 또한 하지원은 가수 왁스의 〈오빠〉와 〈엄마의 일기〉의 뮤직 비디오에 출연하는 것과 함께 당시 얼굴없는 가수로 활동하던 왁스를 대신해 대역 가수로 음악 프로그램에 출연했다. 이후 드라마 《인생은 아름다워》(2001)와 《햇빛 사냥》(2002)에서 주연으로 발돋움했다.
하지원은 2002년, 윤제균 감독의 코미디 영화 《색즉시공》에서 에어로빅 부 부원 이은효 역을 맡아 완벽한 몸매와 과감한 연기를 선보였고, 영화는 전국 408만명의 관객을 동원하며 흥행에 크게 성공했다.

### 2003-2009:다모와황진이, 주목 받게 된 작품들과 성공
2003년 6월, 개봉된 영화 《역전에 산다》에서 하지원은 어릴 적 골프 신동에서 현재에는 별 볼일 없는 인생을 살고 있는 증권사 영업사원 강승완(김승우 분)의 다른 세계의 아내 한지영 역을 연기하며, 데뷔 처음으로 싸이가 작곡한 영화 삽입곡인 '홈런'이라는 곡을 통해 가수로 활동 하기도 했다. 하지원은 2003년 7월부터 방영된 퓨전 사극 《다모》에 캐스팅 되었고, 이 작품에서 좌포청 소속 여성 수사관 다모 채옥 역을 맡아 황보윤(이서진 분)과 애절한 멜로 연기를 펼치며, 일명 ‘다모폐인’이라는 말을 만들어 낼 정도로 큰 인기를 끌었다. 극중 이서진이 "아프냐, 나도 아프다"라며 채옥의 상처를 돌봐주고 대놓고 드러낼 수 없는 마음에 하지원이 조용히 눈물을 흘리는 장면은 지금까지도 회자되는 명장면으로 꼽힌다. 연말 MBC 연기대상에서 베스트커플상, 여자인기상과 여자 최우수연기상을 첫 수상하였다. 하지원은 이듬 해, 2004년 멜로 드라마 《발리에서 생긴 일》에서 현실을 무시할 수 없어 두 남자 정재민(조인성 분), 강인욱(소지섭 분) 사이에서 갈팡질팡하는 비련의 여주인공 이수정 역을 맡아 감성 내면 연기로 호평을 받아 제40회 백상예술대상 TV부문 여자최우수연기상과 SBS 연기대상 여자최우수연기상을 수상하며 연기력을 인정 받았다. 또한 같은 해에는 주연을 맡은 두 편의 로맨틱 코미디 영화 《내 사랑 싸가지》와 《신부수업》이 개봉 되었다.

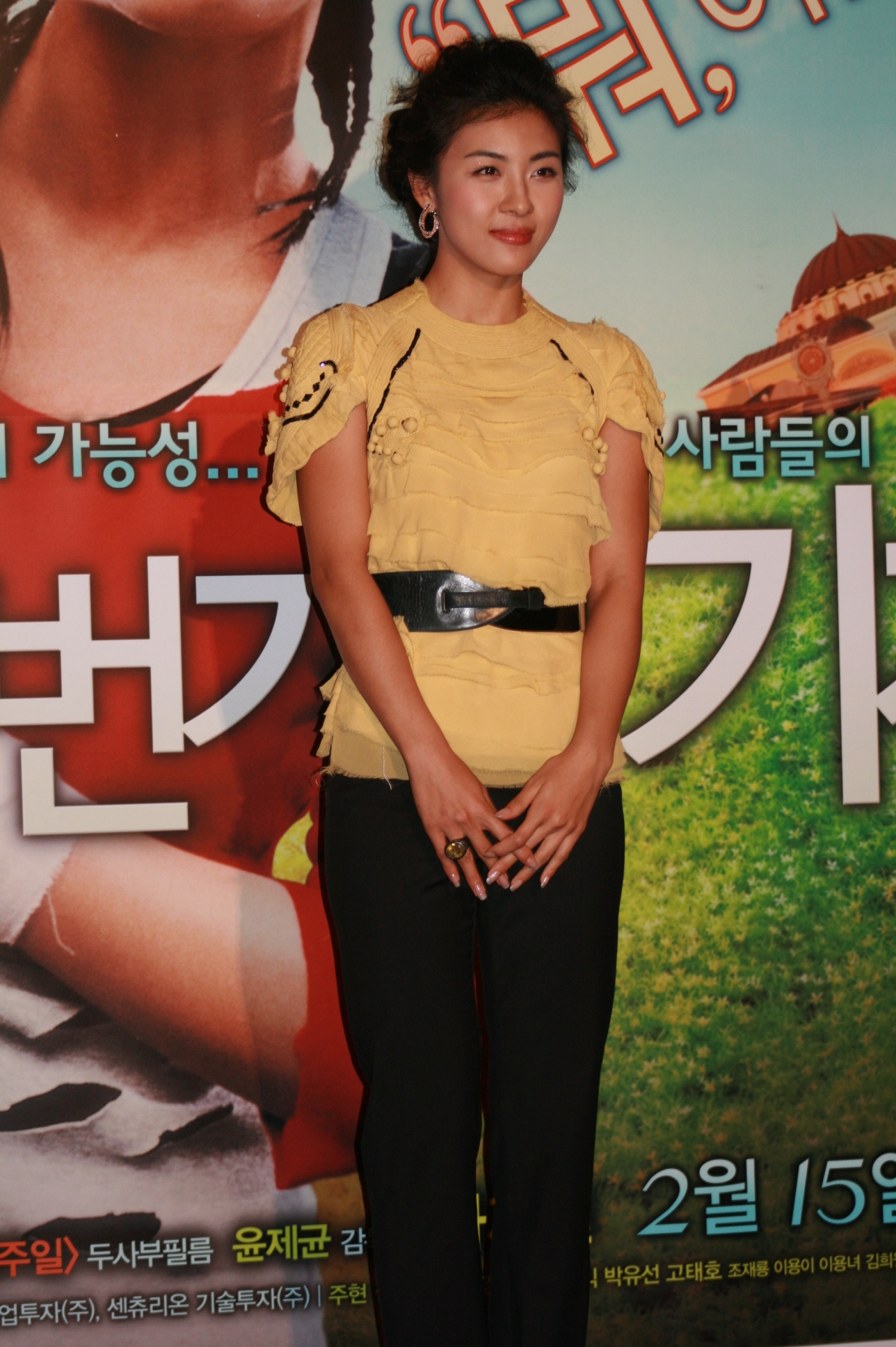
2007년 1월 26일 서울 용산CGV에서 열린 《1번가의 기적》 언론시사회에서의 하지원.

2005년 하지원은 영화 《키다리 아저씨》에서 하지원은 김준호(연정훈 분)의 짝사랑을 모른 채 살아온 방송작가 차영미 역을 연기했다. 또한 선데이 서울에서 연재된 다모 남순이라는 만화를 원작으로 한 영화 《형사 Duelist》에서는 선머슴같은 왈가닥이면서 사랑을 올곧이 받아들이는 남순 역을 연기 했다. 이듬 해, 하지원은 2006년 10월부터 방영된 사극 드라마 《황진이》에서 조선 최고의 기생 황진이 역을 맡으며 2년 반만에 브라운관으로 컴백했다. 기생이라는 역할답게 화려한 비주얼은 물론, 춤과 거문고 등의 퍼포먼스로도 시선을 사로잡았고, 역대급 '황진이' 연기라는 찬사를 받았다. 또한 드라마는 30%에 가까운 시청률을 기록하며 많은 사랑을 받으며, 하지원은 그해 KBS 연기대상 대상을 첫 수상했다. 또한 제32회 골든체스트상 여우주연상과 제34회 한국방송대상 올해의 방송인 탤런트상을 수상하는 쾌거를 이뤘다. 2007년 하지원은 영화 《1번가의 기적》에서 권투선수 명란 역을 맡아 윤제균 감독, 임창정과 다시 작업하였고, 영화는 호평을 받으며 전국 275만명의 관객수를 동원했다. 이듬 해 2008년에는 미디어 다음에서 연재되어 뜨거운 인기를 모은 동명의 웹툰을 원작으로 한 영화 《바보》에 출연했다.

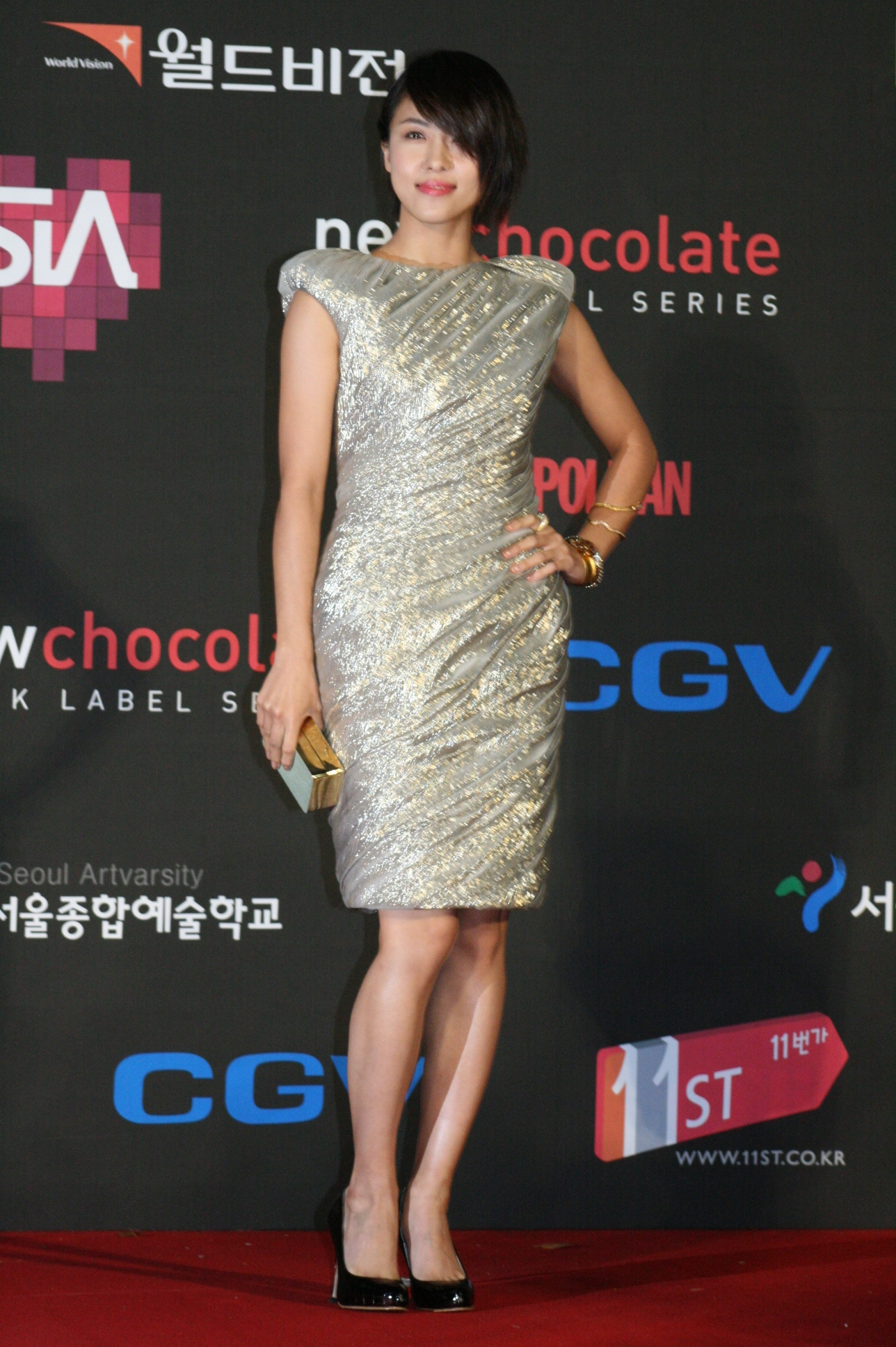
2009년, 하지원.

하지원은 2009년 재난 휴먼 영화 《해운대》로 윤제균 감독과 세 번째로 작업했다. 극중 부산 해운대 토박이자 억척녀 강연희 역을 맡아 억양 센 부산 사투리를 선보였고, 영화는 다섯 번째 천만 관객을 돌파하며 큰 성공을 거뒀다. 같은 해 9월 개봉된 박진표 감독의 영화 《내 사랑 내 곁에》에서 루게릭병으로 하루 종일 병상에 꼼짝 없이 누운 채 아무것도 할 수 없는 남편 종우(김명민 분)의 아내 이지수 역을 연기해 평단의 호평을 받아 제30회 청룡영화상, 제5회 대한민국 대학영화제 여우주연상과 제46회 백상예술대상 영화부문 여자최우수연기상을 수상하며, 톱여배우로 자리매김했다.

### 2010-2015:시크릿 가든과기황후, 톱배우로서 성장과 연이은 성공
하지원은 왕성하게 활약해 온 스크린에서 2010년 11월 첫 방영된 드라마 《시크릿 가든》으로 4년여만에 브라운관에 복귀하였다. 드라마는 스타 콤비 김은숙 작가와 신우철 감독의 차기작으로 방영전부터 화제를 불러 일으켰고, 하지원은 까칠한 백만장자 백화점 사장 김주원(현빈)과 영혼이 바뀌는 무술감독을 꿈꾸는 스턴트 우먼 길라임 역을 맡아 숏커트와 수더분한 옷차림을 선보이며 캐릭터와 놀라운 싱크로율을 자랑하며 와이어 연기부터 자전거 추격신까지 직접 소화하며 찬사를 받았다. 또한 드라마는 최고시청률 35.2%를 기록하며 신드롬급 인기를 얻었다. 이 작품으로 SBS 연기대상 네티즌인기상, 베스트커플상, 10대스타상, 드라마스페셜부문 최우수연기상과 제24회 그리메상 여자여자최우수연기상을 수상했다. 2011년 8월 개봉된 순수 우리 기술진이 만들어낸 3D 영화로 개봉 전부터 뜨거운 화제를 모은 괴수 영화 《7광구》에 출연해 스릴 있는 바이크 액션 연기를 보여주었다.

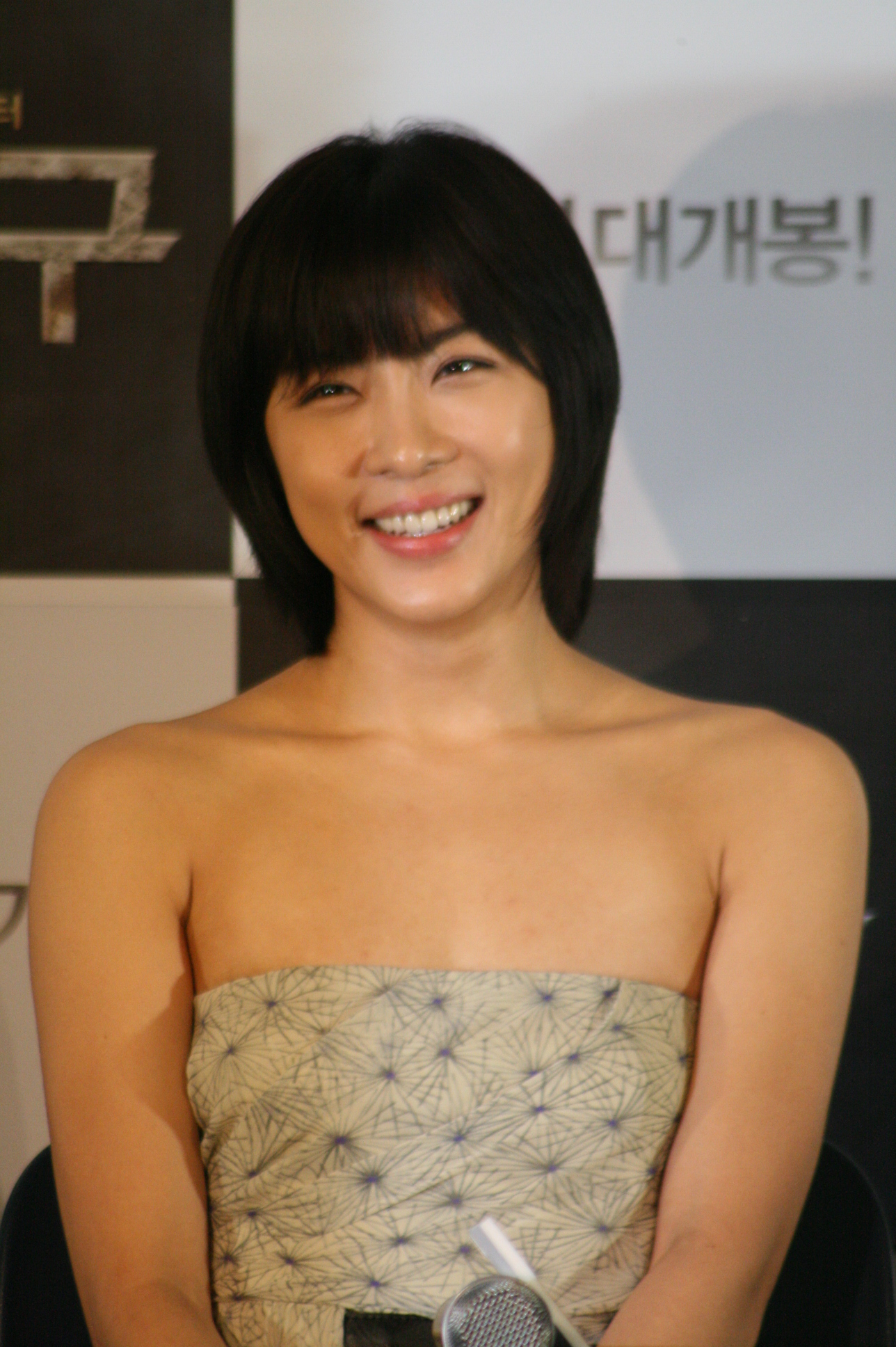
2011년 영화 《7광구》 언론시사회에서의 하지원.

2012년 3월부터 첫 방영된 드라마 《더킹2Hearts》에서 북한 특유의 말투부터 특수부대 교관이라는 특수성을 고려한 액션으로 또 한 차례 호평을 얻었다. 특히 그는 북한 사투리를 연기하기 위해 북한 최고층 출신 새터민과 말투를 공부했을 뿐 아니라, 촬영장에서도 북한 말투를 녹음한 녹음기를 들고 다니며 시간이 날 때마다 맹연습을 했다고 밝히기도 했다. 5월, 개봉된 남북 탁구 단일팀을 소재로 한 스포츠 영화 《코리아》에서 대한민국을 대표하는 탁구선수의 실존 인물 현정화 역을 연기했다. 2013년에는 10월부터 방영된 사극 드라마 《기황후》에서 타이틀롤 기승냥 역을 맡았다. 극을 이끌어갔던 하지원의 연기력은 호평을 받았고, 최고 시청률 29.2%를 기록하며 인기를 끌었다. 이 작품으로 MBC 연기대상에서 방송 3사 PD들이 뽑은 올해의 연기상, 인기상, 대상을 수상하며, 7년여만에 다시 대상을 수상하였다.
하지원은 2014년, 퓨전 사극 영화 《조선미녀 삼총사》에서 으뜸가는 미모와 버금가는 무공을 갖춘 실력파 리더 만능검객 진옥 역을 연기했다. 2015년 초, 하지원은 중국 현대문학의 거장 위화의 소설 ‘허삼관 매혈기’를 기반으로 하정우가 연출을 맡은 영화 《허삼관》에 허삼관의 아내 허옥란 역을 연기했다. 6월부터 방영한 로맨스 드라마 《너를 사랑한 시간》에 출연했다. 드라마는 대만 드라마 ‘아가능불회애니(我可能不會愛, 아마 난 너를 사랑하지 않을 거야)’를 리메이크 하였다.

### 2016
하지원은 2016년, 로맨틱 코미디 영화 《목숨 건 연애》에서 비공식 수사에 나선 허당추리소설가 한제인 역을 연기했다. 이듬 해 2017년 하지원은 8월부터 방영된 메디컬 드라마 《병원선》에서 냉철한 성격의 실력파 외과 의사 송은재 역을 맡아 처음으로 의드물에 출연했다.
하지원은 같은 해 9월, 오우삼 감독의 영화 《맨헌트》에서 킬러 쯔위 (레인) 역을 연기했다. 영화는 한국을 비롯해 중국, 홍콩, 대만, 일본의 영화팀들이 합작한 대작으로, 장한위, 치웨이, 후쿠야마 마사하루와 공연하였다. 영화는 제74회 베네치아 국제 영화제에서 9월 8일 첫 상영회를 가지게 되면서, 하지원은 출연 배우의 자격으로 영화제에 참석해 레드카펫을 밟았다.

## 자선활동 및 기부
하지원은 2014년 4월 21일, 세월호 침몰 사고 피해자들을 위해 사랑의열매 사회복지공동모금회를 통해 세월호 사건 성금으로 1억원을 기부했다.

## 이미지

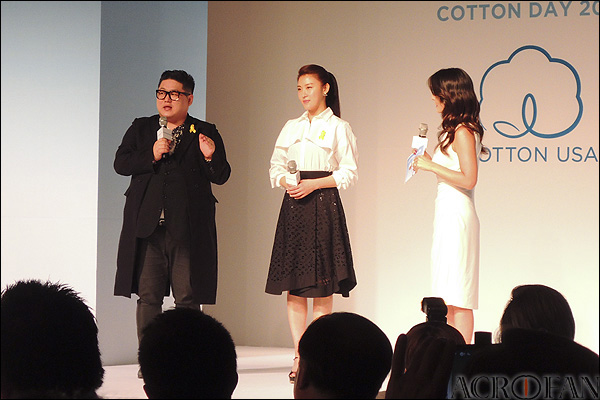
2014년 5월, 미국면화협회 ‘코튼데이 2014’ 축하행사에서 하지원.

하지원은 또렷하게 고정된 한 개의 이미지를 가진 배우라기 보다는, 각기 다른 역할들을 통해 저마다 다양한 이미지를 보여주는 팔색조적이고 "팜므파탈"한 배우이다. OSEN에서는 하지원의 장점으로 연기의 폭이 넓고 깊은 카멜레온 같은 배우란 점과 함께. 분위기를 잘 이끌고 동료를 배려할 줄 아는 스타라는 점을 꼽았다. 영화 《색즉시공》에 함께 공연한 임창정은 "한가지 확실한 것은 진짜 독종이라는 사실이다. 극중 에어로빅 장면을 위해 하루 다섯 시간 이상씩 연습하는 지원씨를 보면 감탄이 절로 나왔다. 여자지만 웬만한 남자보다 더 승부욕이 강한 것 같다"라고 말했다. 안병기 감독은 "요새 보기 드문 노력파다. 고양이 알레르기가 있지만 카메라 앞에 서면 고양이를 껴안을 정도의 근성이 있다"라며 칭찬을 했다. 이 영화에서 청순하면서도 섹시한 퀸카 여주인공 역을 성공적으로 해내어 이미지 변신에 성공하였고, 이어 《다모》의 종사관 채옥, 《발리에서 생긴 일》의 이수정, 《황진이》에서의 황진이, 《시크릿 가든》의 길라임 등 다양한 배역을 소화해내면서 연기 스펙트럼이 넓은 팔색조 배우라는 평가를 받았다. 제작자, 감독, PD, 작가가 함께 작업을 하고 싶은 배우로 뽑혔는데, 잘 배려하고 주변인들과 조화를 잘 이루는 인간적인 면이 언급되었다.

## 일화
자신의 본명인 전해림이 아니라 하지원이란 예명을 쓰게 된 이유는 매니저의 첫사랑 이름을 예명으로 쓰는 것을 제안받았다고 한다.

## 가족 사항
- 언니 전유경, 여동생 전영주, 남동생 전태수(1남 3녀 중 둘째)